# Fonti e storiografia su Otone

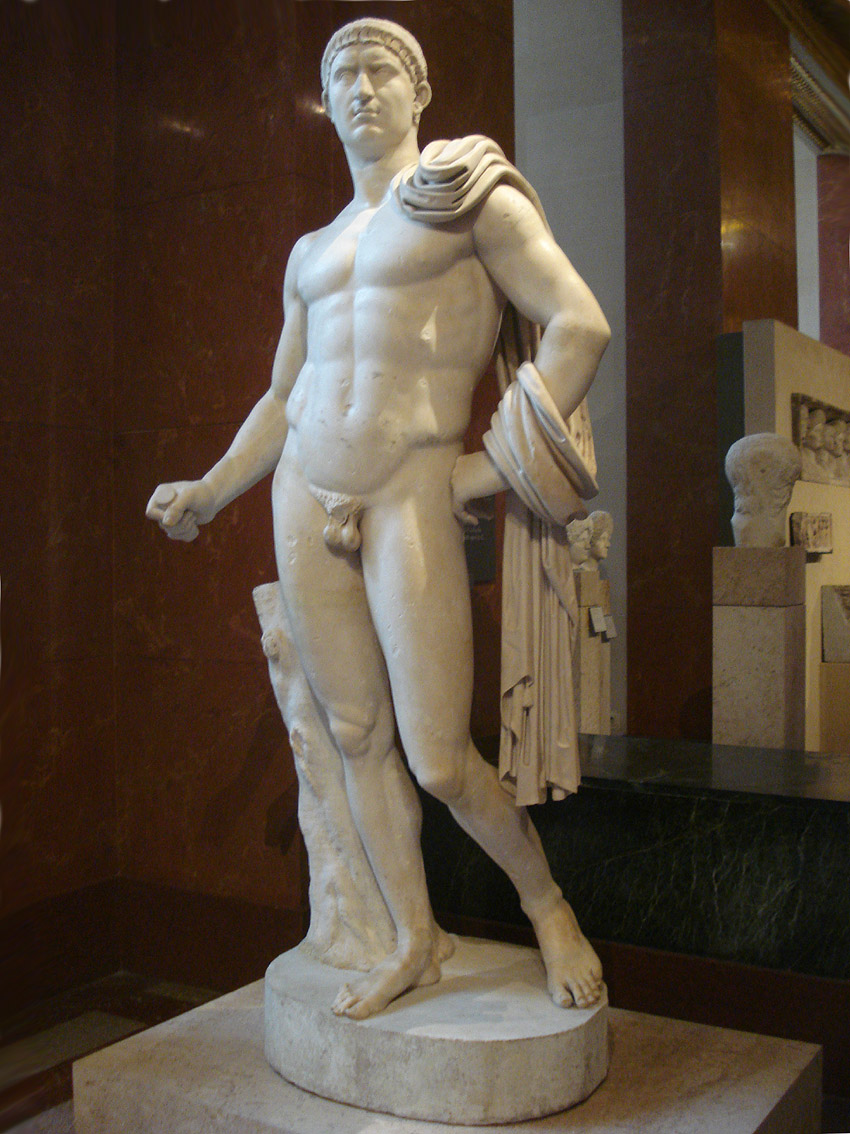
Statua dell'imperatore Otone (Museo del Louvre, Parigi)

Per fonti e storiografia su Otone si intendono le principali fonti (letterarie, numismatiche, archeologiche, ecc.) contemporanee alla vita dell'imperatore romano Otone, nonché la descrizione degli eventi di quel periodo e l'interpretazione datane dagli storici, formulandone un chiaro resoconto (logos), grazie anche all'utilizzo di più discipline ausiliarie.

## Storiografia antica
I grandi storiografi antichi, come Tacito, Svetonio e Cassio Dione, raccontano tutti del periodo della guerra civile del 68-69. Tacito scrive l'opera che dà le informazioni più obiettive e, soprattutto, più dettagliate: infatti, nelle sue Historiae, racconta di tutti gli eventi dall'inizio dell'anno 69 all'ascesa di Vespasiano, includendo quindi anche il breve principato di Otone. L'opera di Svetonio, le Vite dei Cesari, illumina anche sulle origini, la giovinezza, l'aspetto e il carattere di Otone, dando una dettagliata descrizione di questo personaggio. Dione, invece, fornisce una semplice cronistoria del suo regno nella sua monumentale Historia Romana. Altre fonti antiche sono:
- gli Annali di Tacito che descrivono il regno dei Giulio-Claudi dalla morte di Augusto a quella di Nerone, comprendendo così degli episodi della vita giovanile di Otone;[4]
- le Vite parallele dello scrittore e filosofo greco Plutarco non sono tanto concentrate sulla storia in sé, ma sull'influenza della personalità sui personaggi celebri della storia;[5]
- negli Epigrammi di Marziale c'è un riferimento alla morte di Otone, ritenuta dall'autore di grande nobiltà e paragonabile al sacrificio di Catone l'Uticense.[6]
- Eutropio e Aurelio Vittore gli dedicano un paragrafo ognuno nelle loro opere, rispettivamente il Breviarium ab Urbe condita[7] ed il De Caesaribus.[8] Anche nell'anonimo Epitome de Caesaribus (attribuito a volte ad Aurelio Vittore) c'è un paragrafo dedicato a Otone.[9]
- altre citazioni su Otone vengono fatte da Plinio il Vecchio nella sua Naturalis historia[10] e da Giovenale nelle sue Satire.[11]

Ecco la descrizione che Svetonio fornisce dell'imperatore e dell'angoscia dei romani alla notizia della sua morte:
(Svetonio, Vite dei Cesari, Otone, XII)
Giovenale critica così i comportamenti effeminati di Otone:
(Giovenale, Satire, II, 99-109)
Così invece parla Marco Valerio Marziale della morte di Otone:
(Marziale, Epigrammi, VI, 32)